# Gossau SG
| SG ist das Kürzel für den Kanton St. Gallen in der Schweiz. Es wird verwendet, um Verwechslungen mit anderen Einträgen des Namens Gossau zu vermeiden. |

Gossau [ˈɡoːsau̯] (mit langem o; im Ostschweizer Dialekt Goosse [goːsːə]) ist eine Stadt und politische Gemeinde im Schweizer Kanton St. Gallen, zu dessen Wahlkreis St. Gallen sie gehört.

## Geographie

Historisches Luftbild von Walter Mittelholzer von 1920

Gossau liegt zwischen der Stadt St. Gallen und Wil im Fürstenland. Das gesamte Gebiet der Stadt hat eine Fläche von 2751 Hektaren. St. Gallen und Gaiserwald im Osten, Waldkirch und Andwil im Norden, Niederbüren, Oberbüren und Flawil im Westen sowie Herisau im Süden haben gemeinsame Grenzen mit Gossau.
Die Stadt Gossau umfasst die Quartiere Oberdorf, Watt, Mettendorf, Zentrum, Rosenau, Gozenberg, Mooswies und Niederdorf sowie die Weiler
Albertschwil, Enggetschwil, Geretschwil, Hochschoren, Hueb, Matten, Neuchlen, Rain, Rüeggetschwil, Rüti, Wilen, Zinggenhueb, Erlen, Herzenwil und Stöcklen. Zum Gemeindeteil Arnegg gehören die Weiler Hölzli, Landegg und Neuegg; Oberarnegg ist Teil der Gemeinde Andwil.
Während der Eiszeit hat ein Ausläufer des Rheingletschers eine flache Decke vor der Sitterschlucht bis gegen Wil aufgeschüttet. Beim Abschmelzen hinterliess der Gletscher eine Reihe von Wallmoränen. Deren Reste erkennt man zum Beispiel an den Hügeln, welche die drei Schulhäuser im Norden von Gossau tragen. Andere Zeugen der Eiszeit sind sogenannte Drumlins (Gletscherschutthügel); eine Reihe dieser langgestreckten rundlichen Erhebungen zieht sich von Arnegg gegen Niederbüren und Waldkirch. Im Süden flankieren die Hügel des Appenzellerlandes die langgestreckte Mulde, in der Gossau liegt.
Die Schmelzwasser der Eiszeit füllten die Gossauer Ebene mit einer gewaltigen Menge von Sand und Kies. Im Kies versickerte das Wasser. Wegen der undurchdringlichen Molasse fand es keinen Weg nach unten und bildet bis heute ein ergiebiges Grundwasservorkommen.
Die Schwellenhöhe des Bahnhofs Gossau beträgt 638 m ü. M. Der tiefste Punkt des Stadtgebietes liegt bei der Henessenmühle auf 570 m. Der höchste befindet sich südlich im Roserwald in der Nähe des Schochenberges auf 820 m ü. M.

## Klima
Das Klima in Gossau ist eher rau, bedingt durch den bereits subalpinen Charakter der Gegend und beeinflusst durch die Nähe des Alpsteingebietes. Die Winde dringen ungehindert zwischen die in West-Ost-Richtung verlaufenden Hügelzüge. Die Durchschnittstemperatur ist daher etwas niedriger als etwa am Bodensee oder im Rheintal. Die Winde bringen auch häufig Temperaturstürze. Dafür gehört das Fürstenland zu den Gebieten mit weniger als 20 jährlichen Nebeltagen. Der eher gemässigte Föhn ist nach den zunehmend schneearmen Wintertagen ein willkommener Frühlingsbote.

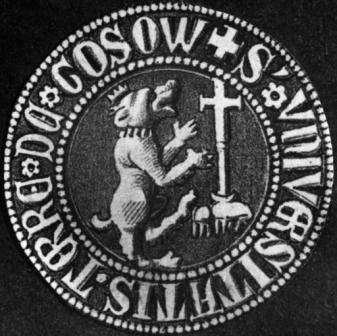
Volksbund-Siegel im 15. Jahrhundert

## Wappen
Blasonierung
In Gold ein grüner Lindwurm, im Rachen rotes Kleeblattstechkreuz, oben links begleitet von aufrechtem schwarzem Bären mit roter Zunge und Zeichen mit goldener Bewehrung.
Die Flaggenfarben sind Gelb und Schwarz. Das Gemeindewappen der Stadt Gossau stammt aus der Zeit der Appenzellerkriege (1401–1429). Um sich vom st. gallischen Abt Kuno von Stoffeln (1379–1401) zu lösen, schloss die Stadt St. Gallen mit anderen fürstenländischen Gemeinden am 17. Januar 1401 einen Volksbund. Dieser Vereinigung trat auch Gossau bei. Das Siegel, welches die Gemeinde zum Abschluss des Bündnisses benützte, zeigt einen aufrechten Bären, unter ihm einen Lindwurm, dem ein hohes Kreuz im Rachen steckt, ferner die Umschrift: Siegel der Gemeinde Gossau. Das heutige Gemeindewappen beruht zum grossen Teil auf diesem Siegel.

## Geschichte
Um 400 v. Chr. lebten wahrscheinlich Kelten in der Gegend. Im 5./7. Jahrhundert wurde die Gegend von den Alemannen besiedelt. «Gossau» geht auf althochdeutsch Gôʒʒes ouwa zurück, was «Au des Gôʒʒo» bedeutet und an den alemannischen Siedler erinnert, der hier an oder auf wasserreichem Gelände seinen Hof errichtete. Der Ort wurde am 24. Oktober 824 erstmals als Cozesaua und Cozesouva in einer Urkunde erwähnt, in der ein Freddo seinen ererbten Besitz zu Gossau gegen lebenslangen Unterhalt dem Kloster St. Gallen schenkte.
Ab dem 8. Jahrhundert erwarb das Kloster St. Gallen umfangreiche Gebiete in Gossau und richtete dort einen Kehlhof ein, aus dem 957 das äbtische Gericht Gossau hervorging. Die Schirmvogtei über das Gericht wurde 1166 verkauft und fiel nach mehrfachem Handwechsel 1373 an das Kloster St. Gallen zurück. 744 wurde erstmals eine Kirche vermutet, die 910 als Eigenkirche des Klosters St. Gallen erwähnt wird.
Im Spätmittelalter versuchte sich die Bevölkerung vom Kloster St. Gallen zu lösen und verbündete sich mit der Stadt St. Gallen und weiteren Gemeinden des Fürstenlandes, weshalb es 1428 während des Appenzellerkrieges gebrandschatzt wurde. Fürstabt Ulrich Rösch baute die Landesherrschaft der Fürstabtei aus, vollzog 1486 die Inkorporation der Pfarrei Gossau ins Kloster St. Gallen und konnte 1487 mittels eines kaiserlichen Privilegs das Hochgericht im Kerngebiet der Fürstabtei (Alte Landschaft) an sich bringen. Das in der äbtischen Offnung von 1469 festgelegte Niedergericht bildete ab 1491 einen Teil des Oberbergeramtes.
Die Gossauer wehrten sich gegen die fürstäbtliche Herrschaft und die Erhebung des Zehnten, indem sie sich der Waldkircher Allianz und 1528–1531 der Reformation anschlossen. Der Widerstand entbrannte im 18. Jahrhundert gegen die Kriegsentschädigung nach dem Zwölferkrieg, 1746 im Bossart-Handel gegen die Glockensteuer, und führte 1793–1798 von Gossau aus zur von Johannes Künzle angeführten revolutionären Bewegung im Fürstenland. Die demokratischen Forderungen des Volkes wurden von Fürstabt Beda Angehrn durch den auf der Landsgemeinde in Gossau am 23. November 1795 ausgehandelten Gütlichen Vertrag grösstenteils erfüllt.
Während der Helvetik wurde die 1798 gegründete Republik Fürstenland mit Hauptort Gossau vorerst in den Kanton Säntis eingegliedert und die Munizipalgemeinde Gossau gegründet. Diese kam 1803 mit Napoleons Mediationsakte zum neu gegründeten Kanton St. Gallen.
Vom 13. Jahrhundert (Haslenmühle, Henessenmühle) bis 1800 wurde in Gossau vor allem Ackerbau betrieben. Ab dem 15. Jahrhundert wurde für die Stadt St. Gallen Flachs für den Leinwandhandel angebaut und später auch Leinwand gewoben. Das Zunftwesen der Handwerker entstand im 17. Jahrhundert. Wegen billigen Getreideimporten wurde im 19. Jahrhundert der Getreideanbau durch die Vieh- und Milchwirtschaft verdrängt. 1850 entstand auf dem Schloss Oberberg die erste Käserei.
Der Strassen- und Eisenbahnbau in der zweiten Hälfte des 19. Jahrhunderts förderte die Industrialisierung in der Textilbranche (hauptsächlich Stickereiindustrie) und später auch im Metall- und Maschinenbau. Die Auswirkungen der Stickereikrise nach dem Ersten Weltkrieg wurden von der Gossauer Schriftstellerin Elisabeth Gerter 1938 im Roman Die Sticker beschrieben.
Im 20. Jahrhundert wurde Gossau zur wichtigsten Lebensmitteldrehscheibe der Ostschweiz.

## Bevölkerung
Vor dem Ersten Weltkrieg hatte Gossau annähernd zehntausend Einwohner, erlebte dann aber einen markanten Rückgang. Ab 1950 stieg die Einwohnerzahl wieder stark an und überschritt 1961 erstmals die 10'000er-Grenze. Mit dem Autobahnbau 1969 erlebte die Gemeinde einen weiteren Schub, und bis zur Jahrtausendwende stieg die Bevölkerungszahl kontinuierlich an. Mit über 18'000 Einwohnern ist Gossau nach St. Gallen, Rapperswil-Jona und Wil die viertgrösste Stadt im Kanton St. Gallen.
| Jahr      | 1910                       | 1930                       | 1950                       | 1970                       | 1990                       | 2010   | 2020   | 2024   |
| Einwohner | 8'434                      | 7'846                      | 8'289                      | 12'639                     | 15'675                     | 17'688 | 17'879 | 18'360 |
| Quelle    | Stadt Gossau, Einwohneramt | Stadt Gossau, Einwohneramt | Stadt Gossau, Einwohneramt | Stadt Gossau, Einwohneramt | Stadt Gossau, Einwohneramt |        |        | [ 9 ]  |

Bevölkerungsstruktur: (Angaben Stand 31.12.2024)
Die Altersstruktur in Gossau deckt sich beinahe mit dem Schweizer Durchschnitt:
- 0–19 Jahre: 19,32 %
- 20–39 Jahre: 26,20 %
- 40–64 Jahre: 32,80 %
- Über 64 Jahre: 21,68 %

In Gossau haben die Katholiken nach wie vor den grössten Anteil an der Bevölkerung (2024): 7310 Personen entsprechen einem – seit Jahren sinkenden – Anteil von 39,8 Prozent. 4977 Personen (27,1 %) sind als konfessionslos registriert. 2853 Einwohner (15,5 %) sind evangelischen Glaubens; auch hier mit stetig abnehmendem Anteil. 3220 Personen (17,6 %) gehören verschiedenen anderen Glaubensrichtungen an.

## Politik

### Stadtparlament
Das Stadtparlament ist die Legislative von Gossau. Es zählt 30 Mitglieder und behandelt die vom Stadtrat vorgelegten Berichte und Anträge. Die Mitglieder des Parlamentes können dem Stadtrat Motionen, Postulate, Interpellationen und Einfache Anfragen zur Behandlung einreichen und werden alle vier Jahre neu gewählt. Die öffentlichen Parlamentssitzungen – je nach Geschäftslage bis zu neun pro Jahr – finden im Fürstenlandsaal statt.
- SP: 4
- GLP: 4
- Mitte: 8
- FDP: 4
- SVP: 10

Folgende Parteien sind in der Legislatur 2025–2028 im Stadtparlament vertreten:
- SVP: 10
- Die Mitte: 8
- FDP: 4
- GLP FLiG (Freie Liste Gossau): 4
- SP: 4

### Stadtrat
Die Exekutive in Gossau ist der Stadtrat mit fünf Mitgliedern. Jedes Ratsmitglied steht einem Departement vor. Hauptamtlich tätig sind der Stadtpräsident und der Schulpräsident. Mitglied mit beratender Stimme ist die Stadtschreiberin (Stadtschreiber).

### Nationale Wahlen
Bei den Schweizer Parlamentswahlen 2023 betrugen die Wähleranteile in Gossau: SVP 36,2 %, Die Mitte 21,7 %, FDP 14,4 %, SP 11,7 %, Grüne 6,5 %, glp 5,6 %, EVP 1,2 %, EDU 0,9 %, SD 0,1 %.

## Bildung
Gossau besitzt ein breites Angebot an Schulen. Die Mädchen und Knaben besuchen die Primarschule und die Oberstufe (mit Sekundarschule, Realschule und Kleinklassen) in acht Schulhäusern (sechs Primarschulhäuser und zwei Oberstufenschulhäuser). In der Schule der Stadt Gossau wird ausserdem die Oberstufenschuljugend aus dem Gemeindeteil Arnegg und aus der Nachbargemeinde Andwil unterrichtet. Für die Schulbildung der jüngeren Kinder aus Arnegg und verschiedenen Weilern ist die Primarschule Andwil-Arnegg verantwortlich.
Eine private Trägerschaft führt die Katholische Mädchensekundarschule, eine Stiftung das Gymnasium Friedberg mit Untergymnasium und kantonal anerkannter Maturität. Gossau ist ausserdem einer von drei Standorten der Pädagogischen Hochschule des Kantons St. Gallen mit der Ausbildung zu Oberstufenlehrpersonen, zudem noch einer Baumeister- und einer Schreinerschule.

## Wirtschaft
Gossau ist ein bedeutender Wirtschaftsstandort für die Ostschweiz. Die Betriebe in Gossau stellen rund 10'900 Arbeitsplätze (Vollzeitäquivalente) zur Verfügung. An erster Stelle sind die bedeutenden Betriebe der Lebensmittelindustrie zu erwähnen, z. B. die Ernst Sutter AG. Mit den grossen Verteilzentralen sind Migros und Coop präsent, die Genossenschaft Migros Ostschweiz hat dort ihren Sitz. Im 19. Jahrhundert war die Pulverfabrik Marstal in Gossau ansässig.
Im primären Wirtschaftssektor (Land- und Forstwirtschaft) bestehen (Stand 2021) 90 Betriebe, im Bereich Industrie und Bau (sekundärer Sektor) bieten 237 Betriebe Beschäftigung. Am bedeutendsten ist der Dienstleistungssektor mit 937 Betrieben.

## Verkehr

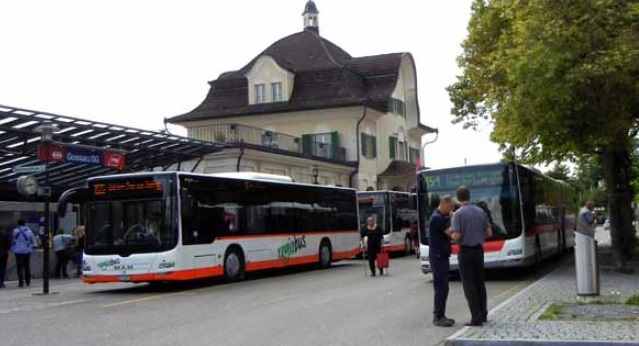
Busse des Regiobus vor dem Bahnhof Gossau

Historisches Luftbild der Haslenmühle AG von Walter Mittelholzer, 1924

Der Bau der Appenzeller Bahn von Gossau nach Herisau, die Behinderung des Verkehrs auf der Herisauerstrasse durch die Bahnschranken (teils 30 von 60 Minuten geschlossen) und das Wachstum der Gemeinde führten 1913 zur Verlegung des Bahnhofs Gossau von seinem ersten Standort beim Marktplatz an den heutigen Standort.
Gossau liegt im Schnittpunkt der Verbindungsachsen St. Gallen–Zürich und Süddeutschland–Thurgau–Appenzellerland. Entsprechend gut ausgebaut sind die Strassen (A1/E60, Hauptstrasse 7) und die Bahnen (SBB und Appenzeller Bahn).
Die A1/E60 stellt den Anschluss an das nationale Strassennetz sicher – fünf Kantonsstrassen verbinden Gossau mit der Region: die Hauptstrasse 7 nach Wil und nach St. Gallen, die Kantonsstrasse Nr. 8 über Flawil zur Hauptstrasse 16 ins Toggenburg, die Kantonsstrasse Nr. 9 über Bischofszell in den Thurgau. Die Hauptstrasse 8 führt über Herisau ins Appenzellerland, welcher nach Planung durch den Autobahnzubringer A25 Gossau-Ost nach Waldstatt entlastet werden soll.
Gossau liegt an der SBB-Hauptlinie Genf–Bern–Zürich–St. Gallen. Auch bestehen direkte Bahnverbindungen mit Herisau und Appenzell sowie Bischofszell und Weinfelden. In der Stadt und im Umland verkehren die Busse des Regiobus auf fünf Linien sowie das Postauto auf einer Linie.

## Sehenswürdigkeiten
- Das Alte Gemeindehaus an der Gutenbergstrasse 8 war ab 1898 das erste öffentliche Gossauer Dienstleistungszentrum.
- Die Alte Kanzlei an der St. Gallerstrasse 25 wurde vor 1600 erbaut und einst «Hirschen» genannt. Sie diente der Verwaltung von Gossau und als Schulhaus.
- Das Alte Zollhaus liess Fürstabt Beda Angehrn 1790 an strategisch kluger Lage an der Wilerstrasse 1 errichten. Hier wurden Abgaben eingezogen und gelagert.
- Das Amtshaus an der Sonnenstrasse 4 wurde 1933 für Polizei, Bezirksamt und Bezirksgericht erstellt. Im Gerichtssaal des markanten Baus findet sich ein Bild des Gossauer Kirchenmalers Augustin Meinrad Bächtiger zum Thema «Schuld und Sühne».
- Die Andreaskirche im Stadtzentrum ist die älteste Gossauer Kirche. Sie wurde mehrfach umgebaut, besonders prägend im 18. Jahrhundert durch Baumeister Jakob Grubenmann. Die grösste Glocke der römisch-katholischen Pfarrkirche ist mit ihrem Gewicht von 8695 Kilo die viertschwerste Glocke in der Schweiz.
- Die Brauerei Stadtbühl an der Herisauerstrasse 45 wurde von 1899 bis 1902 im Stil eines «Brauereischlosses» erbaut. Es gilt als das schönste Brauereigebäude des Kantons St. Gallen.
- Am Erkerhaus an der St. Gallerstrasse 51, das vermutlich um 1738 erstellt wurde, sind der reiche Tuchhändler Sebastian Contamin und der Philosoph Teilhard de Chardin verewigt. In Gossau findet sich kein zweiter vergleichbarer Fassadenvorbau.
- Die Evangelisch-reformierte Kirche Haldenbüel aus dem Jahr 1900 ist ein neubarocker Zentralbau mit Jugendstil-Elementen.
- Die Goldzackhalle an der Stadtbühlstrasse 12 diente ab 1955 als Gummibandweberei. Sie ist ein stützenfreies sheddachartiges Tonnengewölbe und gilt durch den sparsamen Materialeinsatz als «Kultbau des architektonischen Minimalismus» der 50er-Jahre. Heute wird sie als Fitness-Zentrum genutzt.
- Der Gossauer Bahnhof wurde 1913 im Zug der Verlegung der Bahnlinie Zürich-St. Gallen und dem Bau der Linie Gossau-Herisau der Appenzeller-Bahnen neu erstellt. Sowohl die SBB als auch die Appenzeller Bahnen und die Regionalbahn Thurbo machen Station in der Gemeinschaftsanlage, die ein Kulturgut von regionaler Bedeutung ist.
- Die Henessenmühle wurde 1492 erstmals erwähnt. Das hervorragend erhaltene Ensemble aus Sägerei, Bäckerei, Gastwirtschaft, Landwirtschaft und Mosterei ist in der Region einmalig. 1985 wurde das um 1650 erstellte Haupthaus während Renovationsarbeiten ein Raub der Flammen. Es präsentiert sich heute als originalgetreuer Nachbau.
- Das Notkerschulhaus an der Parkstrasse 8 ist das schönste Gossauer Schulhaus und wird im Volksmund liebevoll «Noki» genannt. Es bot ab 1912 dringend benötigten Platz für die wachsende Schülerzahl und prägt den Nordhang der Stadt.
- Der «Ochsen» steht seit 1707 an der St. Gallerstrasse 31. Er wurde auf Initiative des reichen Tuchhändlers Sebastian Contamin errichtet und fällt durch seine besondere Dachform auf.
- Das Schloss Oberberg hat seinen Ursprung in der Mitte des 13. Jahrhunderts. Ein Brand während Renovationsarbeiten vernichtete 1955 weite Teile der einst umkämpften Anlage, was einen Wiederaufbau nötig machte.
- Der «Schwarze Adler» an der St. Gallerstrasse 26 wurde 1750 für den Tuchhändler Sebastian Contamin erbaut und 1782 in eine Wirtschaft umgewandelt. Der Bau nimmt den ersten Platz unter den Bürgerhäusern ein und prägt das Gesicht des Ortskerns.
- Die «Sonne» blieb vom Dorfbrand von 1731 verschont. Sie wurde 1730 an der St. Gallerstrasse 20/22 erbaut und gehört zu den prominentesten Gossauer Gasthäusern.
- Der Stickereihäuserkomplex an der Bischofszellerstrasse 91–97a, mit seinen acht gleichartigen Gebäuden, entstand Anfang des 20. Jahrhunderts nach einem einzigartigen Konzept: Hier konnte man schlüsselfertige Häuser kaufen, die genügend Platz für eine der damals topmodernen Schifflistickmaschinen boten.
- Das Weibelhaus stand ursprünglich in Waldstatt AR. Nach dem Dorfbrand von 1731 wurde es in Rekordzeit abgebaut und in Gossau an der Herisauerstrasse 4 als erstes Gebäude wieder errichtet. Dort wohnte später Johannes Küenzle, der Anführer einer Volksbewegung.
- Das Werk 1 an der Fabrikstrasse 7 war im Jahr 1900 als Schifflistickfabrik gebaut worden. Einem der Besitzer in seiner wechselvollen Geschichte und seinem markanten Äusseren verdankt es, dass es auch als «Happy-Schloss» Bekanntheit erlangte.

Ausserhalb der Stadt befinden sich weitere Sehenswürdigkeiten. So etwa im Nordosten der Walter Zoo, der grösste Privatzoo der Schweiz, oder im Südwesten das Glatttobel. Dort liegen das Biotop Espel, ein Naturschutzgebiet von nationaler Bedeutung, und die Salpeterhöhle. Südlich und südwestlich von Gossau liegen die Ruinen der früheren Wehrbauten Helfenberg und Rosenberg.

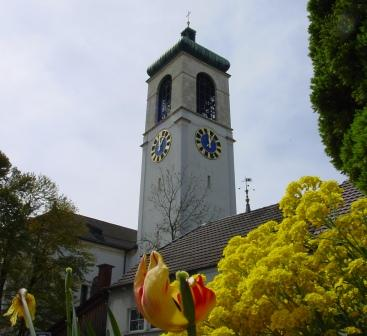
Andreaskirche

## Sport, Freizeit

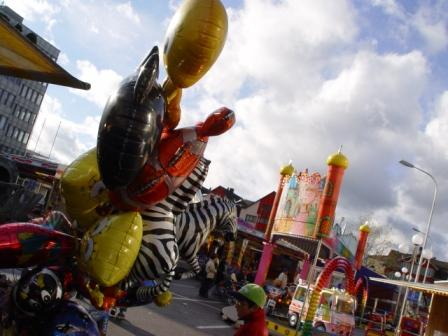
Der Marktplatz während des «Chläusler»

Das Freizeitangebot in Gossau stützt sich einerseits auf das rege Vereinsleben; in Gossau existieren über hundert Vereine unterschiedlichster Interessenlage. Den Vereinen, aber auch freien Benützern steht eine reichhaltige Infrastruktur zur Verfügung: Hallenbad, Freibad, diverse Sporthallen, Fussballplätze, Tennisplätze, eine Skate-Anlage, verschiedene Säle, Wanderwege, Museen wie das Motorradmuseum Hilti sowie eine Stadtbibliothek und Ludothek.

### Freibad
Das Gossauer Freibad hat eine lange Geschichte. Die erste Badanstalt am Standort der heutigen Überbauung Perron 3 wurde von 1898 bis 1911 betrieben. Danach war Gossau bis 1919 ohne Badanstalt. Als Arbeitsbeschaffungsmassnahme in der Zwischenkriegsphase wurde dann südlich des Bahnhofs eine provisorische Badanstalt realisiert, die aber vorerst nur Knaben und Männer benutzen durften; erst 1921 stand sie auch Frauen wieder offen. Allerdings badeten und sonnten die Geschlechter durch eine Holzwand voneinander getrennt.
1933 entstand am heutigen Standort die neue Badanstalt. Ihr Becken diente bis 1955 im Winter jeweils als Eisbahn. 1950 begann die Planung eines Ausbaus der Badanstalt und zugleich die Diskussion über die Aufhebung der Geschlechtertrennung. Das 1961 eröffnete ausgebaute Freibad wurde anfänglich während einiger Stunden als «Gemeinschaftsbad» für beide Geschlechter betrieben; 1967 wurde die Geschlechtertrennung endgültig abgeschafft. Doch noch in den 1970er-Jahren kannte das Freibad Gossau ein Verbot von zweiteiligen Badanzügen für Frauen, und bis 1986 war «oben ohne» tabu. Ab dem Jahr 1971 ist das Freibad periodisch erneuert und veränderten Bade- und Freizeitgewohnheiten angepasst worden.

### Sport
Die Handballer des TSV Fortitudo Gossau spielten von 2008 bis 2019 in der Nationalliga A NLA, der höchsten Spielklasse der Schweiz.
Der FC Gossau spielt seit 2024 in der 2. Liga interregional, der fünfthöchsten Spielklasse der Schweiz. Bis 2010 hatte die erste Mannschaft während drei Saisons der Challenge League angehört, der zweithöchsten Schweizer Liga.
Ein besonderer Anlass ist der Gossauer Weihnachtslauf, der seit 1987 jeweils im Dezember gut 3500 Laufbegeisterte jeden Alters nach Gossau bringt.

## Brauchtum
Alljährlich locken «Chläusler» und «Maimarkt» Aussteller und Schausteller sowie viele Besucher nach Gossau. Im April 2006 wurde der Klostermarkt ins Leben gerufen, an dem Klöster und andere religiöse Gemeinschaften Produkte aus Garten, Keller, Küche und Atelier verkaufen.

## Persönlichkeiten

### Ehrenbürger
Die Ortsbürgergemeinde Gossau hat folgenden Personen das Ehrenbürgerrecht verliehen:
| Verleihungsjahr | Ehrenbürger                                               |
| --------------- | --------------------------------------------------------- |
| 1834            | Heinrich Müller v. Friedberg, Pfarrer (verstorben 1843)   |
| 1871            | Theodor Ruggle, Pfarrer (verstorben 1891)                 |
| 1931            | Emil Mäder, Regierungsrat (1920–1936)                     |
| 1962            | Paul Staerkle (1892–1977)                                 |
| 1976            | Jacques Bossart, alt Gemeindepräsident (verstorben)       |
| 1984            | Emil Leubler, Lehrer und Vogelkundler (verstorben 1988)   |
| 1987            | Arnold Koller, alt Bundesrat                              |
| 2010            | Alex K. Fürer, alt Ortsbürger-Präsident (verstorben 2025) |
| 2017            | Giulia Steingruber, Kunstturnerin                         |

### Weitere Persönlichkeiten
- Beda Angehrn (1767–1796), St. Gallischer Fürstabt
- Augustin Meinrad Bächtiger (1888–1971), Kirchenmaler und Künstler
- Roman Bannwart (1919–2010), Theologe, Priester und Musiker
- Ulrich Bräker (1735–1798), Schriftsteller
- Leo Brunschwiler (1918–1977), Steinbildhauer und Künstler
- Alfred Büchel (1926–2019), Maschinenbauingenieur, Betriebswissenschafter und Professor an der ETH Zürich
- Hans Buschor (1933–2017), Pfarrer
- Ulrich Cavelti (1947–2018), Jurist
- Bruno Damann (* 1957), St. Galler Regierungsrat
- John Epper (1906–1992), Schauspieler und Stuntman in Hollywood
- Ivo Fürer (1930–2022), Bischof von St. Gallen
- Elisabeth Gerter (1895–1955), Schriftstellerin
- Isaak Gröbli (1822–1917), Erfinder der Schifflistickmaschine
- Gallus Häfele (1882–1960), Dominikaner und Theologe
- Walter Klarer (1500–1567), evangelisch-reformierter Pfarrer, Reformator, Gastwirt und Chronist
- Erwin Koller (* 1940), Theologe, Seelsorger und Publizist
- Johannes Künzle (1749–1820), Volksführer
- Josef Laurenz Landenberger (1868–1937), Landschaftsmaler und Zeichner
- Magnus Löhrer (1928–1999), Benediktiner, Dogmatiker
- Hedi Mertens (1893–1982), Malerin und Vertreterin der Konkreten Kunst
- Silvio Nido (1905–1974), Leichtathlet
- Alois Scheiwiler (1872–1938), Bischof von St. Gallen und Generalsekretär des Christlichnationalen Gewerkschaftsbundes
- Nadine Schori (* 1976), Schauspielerin
- Erich Seifritz (* 1961), Professor für Psychiatrie an der Universität Zürich und Direktor der Klinik für Affektive Erkrankungen und Allgemeinpsychiatrie Zürich Ost an der Psychiatrischen Universitätsklinik Zürich
- Rainer Stadler (* 1958), Journalist, Medienredaktor
- Hanny Thalmann (1912–2000), Politikerin (CVP)
- Ralph Weber (* 1993), Skirennfahrer